# Conan Ier de Léon
Conan Ier de Léon (mort avant 1231) fut vicomte de Léon, succédant à son père Guyomarch V de Léon.

## Biographie
Conan Ier de Léon (dit "le Bref"), décédé avant 1231, fut capturé, ainsi que le  duc de Bretagne Arthur Ier en 1202 alors qu'ils assiégeaient Mirebeau où était réfugiée Aliénor d'Aquitaine, grand-mère d'Arthur Ier, contre son fils Jean sans Terre dans la revendication du trône d'Angleterre laissé vacant par le décès de Richard Cœur de Lion en 1199. Emprisonné au château de Chinon, il est libéré en juin 1205 par les troupes de Philippe Auguste. 
Conan tuteur de son neveu le jeune Henri d'Avaugour tente ensuite de défendre les droits de ce dernier contre la spoliation du nouveau duc Pierre Mauclerc. Entre 1214 et 1216, le Léon est envahi par Pierre de Dreux, dit Mauclerc, qui conquiert Lesneven en 1216. La rébellion menée par de nombreux nobles bretons et à laquelle participe Conan le Bref, est matée lors de la bataille de Châteaubriant en 1222, et ces nobles doivent accepter Pierre Mauclerc, époux d'Alix de Thouars, héritière du duché, comme nouveau duc de Bretagne.

## Union et postérité
Conan Ier a épousé, vers 1195, Alix de Penthièvre, fille d'Henri de Trégor.
Son fils Guyomarch VI de Léon lui succède comme vicomte de Léon.